# Betacyzm
Betacyzm – zaburzenie mowy, odmiana dyslalii wyodrębniona ze względu na objawy.
Charakteryzuje się nieprawidłową wymową głoski b.
Wyróżnia się:
- deformację głoski - są to wszelkiego typu błędne wymowy głoski b.

- parabetacyzm - polega na zamianie (sybstytucji) głoski b na inną wymawianą prawidłowo (np. bałwan - jałwan, bałwan - wałwan)

- mogibetacyzm - polega na braku głoski w systemie fonetycznym chorego (np. bałwan - ałwan).